# ۷رنگ شکیل دهنده رنگین کمان
۷رنگ شکیل دهنده رنگین کمان (به هندی: 7G Rainbow Colony) فیلمی محصول سال ۲۰۰۴ و به کارگردانی سلواراگاوان است. در این فیلم بازیگرانی همچون راوی کریشنا، سونیا آگراوال، سومان ستی و مانوراما ایفای نقش کرده‌اند.